# 東経79度線
東経79度線（とうけい79どせん）は、本初子午線面から東へ79度の角度を成す経線である。北極点から北極海、アジア、インド洋、南極海、南極大陸を通過して南極点までを結ぶ。
東経79度線は、西経101度線と共に大円を形成する。

## 通過する地域一覧
東経79度線は、北極点から南極点まで南に向かって以下の場所を通っている。
| 地理座標                                             | 国土・領土・領海 | 備考 |
| ---------------------------------------------------- | ---------------- | --- |
| 北緯90度0分 東経79度0分 / 北緯90.000度 東経79.000度  | 北極海           | |
| 北緯81度7分 東経79度0分 / 北緯81.117度 東経79.000度  | カラ海           | ウシャーコフ島（英語版）（ ロシア）のすぐ西を通過 ウエジネニヤ島（英語版）（ ロシア）のすぐ西を通過                                                                                       |
| 北緯73度15分 東経79度0分 / 北緯73.250度 東経79.000度 | ロシア           | ノソック島（英語版） |
| 北緯73度14分 東経79度0分 / 北緯73.233度 東経79.000度 | カラ海           | |
| 北緯73度1分 東経79度0分 / 北緯73.017度 東経79.000度  | ロシア           | シビリャコフ島（英語版） |
| 北緯72度44分 東経79度0分 / 北緯72.733度 東経79.000度 | カラ海           | エニセイ湾（英語版） |
| 北緯72度22分 東経79度0分 / 北緯72.367度 東経79.000度 | ロシア           | |
| 北緯52度7分 東経79度0分 / 北緯52.117度 東経79.000度  | カザフスタン     | バルハシ湖を通過 |
| 北緯42度47分 東経79度0分 / 北緯42.783度 東経79.000度 | キルギス         | |
| 北緯41度39分 東経79度0分 / 北緯41.650度 東経79.000度 | 中華人民共和国   | 新疆ウイグル自治区 |
| 北緯35度55分 東経79度0分 / 北緯35.917度 東経79.000度 | アクサイチン     | インドと 中華人民共和国が領有権を主張 |
| 北緯34度1分 東経79度0分 / 北緯34.017度 東経79.000度  | 中華人民共和国   | チベット自治区 |
| 北緯33度48分 東経79度0分 / 北緯33.800度 東経79.000度 | アクサイチン     | インドと 中華人民共和国が領有権を主張 |
| 北緯33度36分 東経79度0分 / 北緯33.600度 東経79.000度 | 中華人民共和国   | チベット自治区 |
| 北緯33度20分 東経79度0分 / 北緯33.333度 東経79.000度 | インド           | ジャンムー・カシミール州（ パキスタンが領有権を主張） |
| 北緯32度22分 東経79度0分 / 北緯32.367度 東経79.000度 | 中華人民共和国   | チベット自治区 |
| 北緯31度20分 東経79度0分 / 北緯31.333度 東経79.000度 | アクサイチン     | インドと 中華人民共和国が領有権を主張 |
| 北緯31度6分 東経79度0分 / 北緯31.100度 東経79.000度  | インド           | ウッタラーカンド州 ウッタル・プラデーシュ州 マディヤ・プラデーシュ州 ウッタル・プラデーシュ州 マディヤ・プラデーシュ州 マハーラーシュトラ州 アーンドラ・プラデーシュ州 タミル・ナードゥ州 |
| 北緯9度42分 東経79度0分 / 北緯9.700度 東経79.000度   | インド洋         | ポーク海峡 |
| 北緯9度21分 東経79度0分 / 北緯9.350度 東経79.000度   | インド           | タミル・ナードゥ州 |
| 北緯9度16分 東経79度0分 / 北緯9.267度 東経79.000度   | インド洋         | |
| 南緯60度0分 東経79度0分 / 南緯60.000度 東経79.000度  | 南極海           | |
| 南緯68度17分 東経79度0分 / 南緯68.283度 東経79.000度 | 南極大陸         | オーストラリア南極領土（ オーストラリアが領有権主張） |